# Stor-Vorrmyrtjärnen
Stor-Vorrmyrtjärnen är en sjö i Skellefteå kommun i Västerbotten och ingår i Jävreåns huvudavrinningsområde.